# Siriu
Siriu là một xã thuộc hạt Buzău, România. Dân số thời điểm năm 2002 là 3222 người.